# 马鹿镇 (青川县)
马鹿镇，原为马鹿乡，是中华人民共和国四川省广元市青川县曾经下辖的一个镇。2019年12月，撤销马鹿镇，将其所属行政区域划归竹园镇管辖。

## 行政区划
马鹿镇撤销前下辖以下地区：
场镇社区、衡柏村、方石村、跃进村、砂石村社区村、菜溪村、马鹿村、陇溪村、枫林村、何家村和高石村。